# Eupithecia gonypetes
Eupithecia gonypetes är en fjärilsart som beskrevs av Louis Beethoven Prout 1934. Eupithecia gonypetes ingår i släktet Eupithecia och familjen mätare. Inga underarter finns listade i Catalogue of Life.